# Luik-Bastenaken-Luik 2002
De 88e editie van Luik-Bastenaken-Luik werd gehouden op zondag 21 april 2002. De renners moesten in deze editie van La Doyenne 258 kilometer afleggen, met daarin enkele lastige beklimmingen. Het was de vijfde wedstrijd in de strijd om de Wereldbeker. De Italiaan Paolo Bettini won deze editie van La Doyenne.

## Uitslag
| Luik-Bastenaken-Luik 2002 (258 km) |                      |                   |          |
| Plaats                             | Naam                 | Ploeg             | Tijd     |
| Winnaar                            | Paolo Bettini        | Mapei-Quick Step  | 6u39'44" |
| 2                                  | Stefano Garzelli     | Mapei-Quick Step  | z.t.     |
| 3                                  | Ivan Basso           | Fassa Bortolo     | + 15"    |
| 4                                  | Mirko Celestino      | Lampre-Daikin     | + 23"    |
| 5                                  | Massimo Codol        | Lampre            | + 28"    |
| 6                                  | Matthias Kessler     | Team Telekom      | + 35"    |
| 7                                  | Peter Van Petegem    | Lotto-Adecco      | + 1' 03" |
| 8                                  | Francesco Casagrande | Fassa Bortolo     | z.t.     |
| 9                                  | Davide Rebellin      | Team Gerolsteiner | z.t.     |
| 10                                 | Aleksandr Vinokoerov | Team Telekom      | z.t.     |
|                                    |                      |                   |          |
| 13                                 | Michael Boogerd      | Rabobank          | z.t.     |
| 15                                 | Dave Bruylandts      | Domo-Farm Frites  | z.t.     |

1892 · 1893 · 1894 · 1895-1907 · 1908 · 1909 · 1910 · 1911 · 1912 · 1913 · 1914-1918 · 1919 · 1920 · 1921 · 1922 · 1923 · 1924 · 1925 · 1926 · 1927 · 1928 · 1929 · 1930 · 1931 · 1932 · 1933 · 1934 · 1935 · 1936 · 1937 · 1938 · 1939 · 1940-1942 · 1943 · 1944 · 1945 · 1946 · 1947 · 1948 · 1949 · 1950 · 1951 · 1952 · 1953 · 1954 · 1955 · 1956 · 1957 · 1958 · 1959 · 1960 · 1961 · 1962 · 1963 · 1964 · 1965 · 1966 · 1967 · 1968 · 1969 · 1970 · 1971 · 1972 · 1973 · 1974 · 1975 · 1976 · 1977 · 1978 · 1979 · 1980 · 1981 · 1982 · 1983 · 1984 · 1985 · 1986 · 1987 · 1988 · 1989 · 1990 · 1991 · 1992 · 1993 · 1994 · 1995 · 1996 · 1997 · 1998 · 1999 · 2000 · 2001 · 2002 · 2003 · 2004 · 2005 · 2006 · 2007 · 2008 · 2009 · 2010 · 2011 · 2012 · 2013 · 2014 · 2015 · 2016 · 2017 · 2018 · 2019 · 2020 · 2021 · 2022 · 2023 · 2024